# Gunterichthys
Gunterichthys är ett släkte av fiskar. Gunterichthys ingår i familjen Bythitidae.
Kladogram enligt Catalogue of Life:
| Gunterichthys | \| \| Gunterichthys bussingi \| \| \| \| \| \| Gunterichthys coheni \| \| \| \| \| \| Gunterichthys longipenis \| \| \| \| |
|               | \| \| Gunterichthys bussingi \| \| \| \| \| \| Gunterichthys coheni \| \| \| \| \| \| Gunterichthys longipenis \| \| \| \| |
|               | Gunterichthys bussingi |
|               | |
|               | Gunterichthys coheni |
|               | |
|               | Gunterichthys longipenis                                                                                                   |
|               | |